# مائورو دی للو
مائورو دی للو (انگلیسی: Mauro Di Lello؛ زادهٔ ۱۲ مارس ۱۹۷۸) بازیکن فوتبال اهل ایتالیا است.
از باشگاه‌هایی که در آن بازی کرده‌است می‌توان به باشگاه ورزشی لاتزیو، باشگاه فوتبال بیرکیرکارا، و باشگاه فوتبال پیستویزه اشاره کرد.